# Abgar Barsom
Abgar Barsom, de son nom complet Abgar Aram Diego Barsom (né le 4 septembre 1977 à Örebro), est un footballeur suédois d'origine assyrienne (syriaque).

## Biographie
Il a commencé sa carrière dans l'équipe Djurgårdens IF entre 2000 et 2002, après avoir rejoint DIF de BK Forward. 
Il a ensuite été transféré à SC Heerenveen aux Pays-Bas, mais sa saison à l'Abe Lenstra Stadion a été sans succès. Barsom est alors retourné en Suède et DIF au début de la saison 2004. Il a remporté le championnat de Suède à deux reprises, en 2002 et 2005. 
Après la saison 2006, Barsom a annoncé qu'il était à la recherche d'un nouveau défi dans un autre club. Il a signé un contrat de six mois avec Messiniakos, un club de football grec de seconde division. Lorsque son contrat avec Messiniakos a pris fin, il a signé pour l'équipe de première division suédoise Örebro SK. Après avoir sauvé le dernier club de la relégation en Division 2 et que le contrat avec OSK ai pris fin, il a rejoint club norvégien de Fredrikstad FK.
Lors des élections législatives en Suède en 2006, il s'est présenté sur la liste du parti suédois Chrétien démocrate pour un siège au sein du conseil municipal de Stockholm, mais il n'a pas été élu.

## Distinctions
- Champion de Suède 2002 et 2005 avec Djurgårdens IF.
- Vainqueur de la Coupe suédoise 2002, 2004 et 2005 avec Djurgårdens IF.
- Débutant de l'année 2001, Allsvenskan.
- Joueur du mois Juin 2001, Allsvenskan.